# Mevhibe İnönü
Mevhibe İnönü (née le 22 septembre 1897 à Istanbul, morte le 29 février 1992 à Ankara) est l'épouse du deuxième président de la république de Turquie İsmet İnönü ainsi que la mère d'Erdal İnönü, d'Özden İnönü (la mère de la députée Gülsün Bilgehan) et d'Ömer İnönü (père de Hayri İnönü).

## Biographie
En 1949, de concert avec plusieurs députés, elle réactive le Türk Kadınlar Birliği, l'Union des femmes turques, un mouvement qui, après avoir adhéré en 1926 à l'Alliance internationale des femmes, puis accueilli à Istanbul en 1935 le congrès de cette dernière organisation, avait peu après été démantelé par le gouvernement turc.